# Mussij Kononenko
Mussij Stepanowytsch Kononenko (ukrainisch Мусій Степанович Кононенко, russisch Моисей Степанович Кононенко Moissei Stepanowitsch Kononenko; * 22. Augustjul. / 3. September 1864greg. in Turiwka, Gouvernement Poltawa, Russisches Kaiserreich; † 14. Juni 1922 in Nowi Sanschary, Gouvernement Poltawa, Ukrainische SSR) war ein ukrainischer Dichter, Prosaist und Dramatiker, aktiver Führer der genossenschaftlichen Bewegung und der Taras-Bruderschaft.

## Leben
Mussij Kononenko kam als Kind von Leibeigenen in Turiwka in heute ukrainischen Rajon Shuriwka der Oblast Kiew zur Welt.
Er nahm Privatunterricht und besuchte 1884 die pädagogische Schule in Nowosybkow in der heutigen Oblast Brjansk. Von 1885 bis 1890 diente er in der russischen Armee, wo er in den Städten Koselez, Tschernihiw und Baturyn stationiert war.
Nach dem Militärdienst ließ er sich zunächst in Odessa nieder und wechselte 1892 nach Kiew, wo er als Beamter des Ministeriums für Bildung und Wissenschaft bei der Süd-Westlichen Eisenbahn tätig war.
In seinem eigenen Haus organisiert er heimlich von Wolodymyr Antonowytsch gehaltene Vorträge zur Kosakenzeit in der Ukraine und beteiligte sich an der Vorbereitung des von Borys Hrintschenko abgeschlossenen Wörterbuchs der ukrainischen Sprache. Er war
1897 einer der Initiatoren und leitendes Mitglied der konstituierenden Versammlung der Allukrainischen parteilosen Organisation. 1905 wurde er wegen regierungsfeindlichen Ansichten verhaftet, unter Polizeiaufsicht gestellt und ihm der Staatsdienst verboten. 
Zwischen 1913 und 1916 lebte er in Lubny und zog dann nach Poltawa. Während der ukrainischen Revolution von 1917 bis 1921 nahm er aktiv am Bildungs- und Gemeinschaftsleben teil. 1919 leitete er die Filiale der Sojusbank in Sinkiw und 1920 leitete er die Kooperativ-Bank. 1921 ging er zurück nach Poltawa, wo er zum Mitglied der Credit-Union-Genossenschaften gewählt wurde. 
Nach der Machtübernahme der Bolschewiki wurde er in Poltawa von den sowjetischen Behörden verhaftet. Während seiner mehrere Monate dauernden Haft erkrankte er an Tuberkulose. 1922 zog er nach Nowi Sanschary, wo er im Juni 1922 57-jährig an Tuberkulose starb.
Seine Tochter Charytyna Kononenko (Харитя Мусіївна Кононенко; 18. Oktober 1900 – 15. Oktober 1943) war eine bekannte Journalistin und Persönlichkeit des öffentlichen Lebens.

## Werk
Kononenko begann seine Tätigkeit als Dichter 1883 mit dem in Lwiw gedruckten Gedicht Neschasne Kohannya (Нещасне кохання), dem die Gedichtsammlung Lira (Ліра; 1885) folgte.
Kononenko veröffentlicht seine Gedichte später (teils unter dem Pseudonym M. Shkolichenko) in galizischen Zeitschriften  wie Prawda, Sorja und Dswinok. Zudem verfasste er journalistische Artikel, darunter auch einige zur ukrainischen Geschichte. Besondere Aufmerksamkeit erhielten seine Arbeiten zum Werk von Taras Schewtschenko.